# The Perfect Fool
The Perfect Fool (en anglès El ximplet perfecte) és una òpera en un acte amb música i llibret del compositor anglès Gustav Holst, composta en el període de 1918 a 1922. L'òpera es va estrenar al Covent Garden de Londres el 14 de maig de 1923. Holst va demanar al principi a Clifford Bax per escriure el llibret, però Bax va declinar.
L'òpera no va ser un èxit, i les audiències van trobar la història confusa. Tot i que l'òpera va tenir una retransmissió per la BBC un any després de la seva estrena, els ressorgiments de l'obra han estat rars. El 1995, Vernon Handley va dirigir una actuació de l'òpera completa per la BBC, en una emissió del 25 de desembre.

## Música de ballet
La música de ballet introductòria s'ìnterpreta molt més sovint per separat com una suite. El ballet consta de les seccions següents:
- Andante (invocation)
- Dance of Spirits of Earth (Moderato – Andante)
- Dance of Spirits of Water (Allegro)
- Dance of Spirits of Fire (Allegro moderato – Andante)

## Personatges
| Funció              | Tipus de veu | Repartiment estrena, 14 maig 1923 (Director: Eugene Goossens) |
| ------------------- | ------------ | ------------------------------------------------------------- |
| Pagès/ximplet       | paper parlat | Raymond Ellis                                                 |
| Bruixot             | baríton      | Robert Parker                                                 |
| Troubadour          | tenor        | Walter Hyde                                                   |
| Viatger             | baix         | Frederick Collier                                             |
| Princesa            | soprano      | Maggie Teyte                                                  |
| La mare del ximplet | Contralt     | Edna Thornton                                                 |